# Portland Island (Neuseeland)
Portland Island ist eine Insel vor  der Nordinsel Neuseelands. Sie erstreckt sich in Nord-Süd-Richtung als Fortsetzung knapp 1400 Meter südlich des Ahuriri Point, der Südspitze der Māhia Peninsula südwärts ins Meer. Die Insel wird zur Schafhaltung genutzt.
Die Insel wurde von dem Māori Kahungunu Waikawaw benannt, als er hier Trinkwasser suchte und nur Salzwasser fand. Waikawa bedeutet „saueres Wasser“. Auf der Insel gibt es einen automatischen Leuchtturm.